# Raisonnable
En droit, l'adjectif raisonnable est couramment utilisé lorsque le législateur souhaite recourir à une norme objective. La norme objective consiste à juger en fonction d'une personne raisonnable, en déterminant si une personne raisonnable placée dans la même situation croirait au caractère raisonnable de ce qui est visé par une disposition législative.

## Notion de personne raisonnable
Puisque dans un procès, le juge est la personne appelée à juger, ultimement la notion de « personne raisonnable » renvoie à la personne du juge.
En raison de l'utilisation abondante du terme « personne raisonnable » en droit, cette notion est devenue lourdement chargée de sens juridiques avec le temps, à telle enseigne qu'un professeur de droit a pu écrire une biographie juridique complète de la personne raisonnable.

## Droit civil
Par exemple, dans le Code civil du Québec le législateur peut exiger un délai raisonnable, des dépenses raisonnables, des frais raisonnables, une rémunération raisonnable, un taux  raisonnable, un prix commercialement raisonnable ou une prime raisonnable.
La notion de faute en droit civil comporte à la fois une dimension subjective (commission d'actes illicites engageant la responsabilité) et une dimension objective (défaut d'agir comme une personne raisonnable placée dans la même situation). Donc même si une personne ne commet pas un acte illicite, elle peut néanmoins engager sa responsabilité civile si elle a échoué le test de la personne raisonnable placée dans la même situation.

## Common law
Cette notion du raisonnable pouvant fonder une norme objective existe non seulement en droit civil, elle est aussi répandue en common law avec des concepts comme accommodement raisonnable, hors de tout doute raisonnable, usage raisonnable, diligence raisonnable, norme de décision raisonnable, limites raisonnables dans une société démocratique.

### Infractions de mens rea objective en droit pénal canadien
En droit pénal canadien, la détermination de la culpabilité pour les infractions de mens rea objective se fait en fonction d'une norme objective articulée dans la common law, c'est-à-dire que selon l'infraction de mens rea objective en cause, la preuve de la mens rea se fait ou bien en fonction d'un « écart marqué », ou bien en fonction d'un « écart marqué et important » par rapport au comportement d'une personne raisonnable placée dans la même situation.

### Comportements négligents en responsabilité délictuelle de common law
Dans la responsabilité délictuelle de common law, une personne qui agit par témérité, négligence ou insouciance peut engager sa responsabilité délictuelle aux termes du délit civil de négligence lorsque les critères du délit sont remplis. L'analyse quant à l'existence d'un délit civil de négligence dans une situation donnée implique de déterminer dans un premier temps s'il y a une obligation de diligence, c'est-à-dire  qu'il faut de déterminer si les circonstances dévoilent un préjudice raisonnablement prévisible et un lien de proximité suffisamment étroit. Dans un deuxième temps, l'anayse consiste à déterminer « s’il existe des considérations de politique résiduelles qui justifient l’annulation de la responsabilité ».

### Norme subjective-objective
Dans différents contextes, les tribunaux canadiens emploient parfois le terme « norme subjective-objective » pour désigner une norme mixte entre la norme subjective et la norme objective, laquelle peut être définie comme étant « l'opinion raisonnable d'une personne qui possède des caractéristiques semblables dans une situation semblable, et qui est objective et bien informée des circonstances ».